# Lenzburg
Lenzburg (hispanizado Lenzburgo, en francés Lenzbourg) es una comuna y ciudad histórica suiza del cantón de Argovia, ubicada en el distrito de Lenzburg. Limita al noroeste con la comuna de Rupperswil, al norte con Niederlenz y Möriken-Wildegg, al noreste con Othmarsingen, al este con Hendschiken, al sureste con Ammerswil, al sur con Egliswil, al suroeste con Seon, y al oeste con Staufen.

## Transportes
Ferrocarril
En la estación ferroviaria de Lenzburg efectúan parada numerosos trenes de las redes de cercanías S-Bahn Argovia, S-Bahn Lucerna y S-Bahn Zúrich, además de trenes de larga distancia con destino a las principales ciudades suizas.